# Ảnh 6 múi

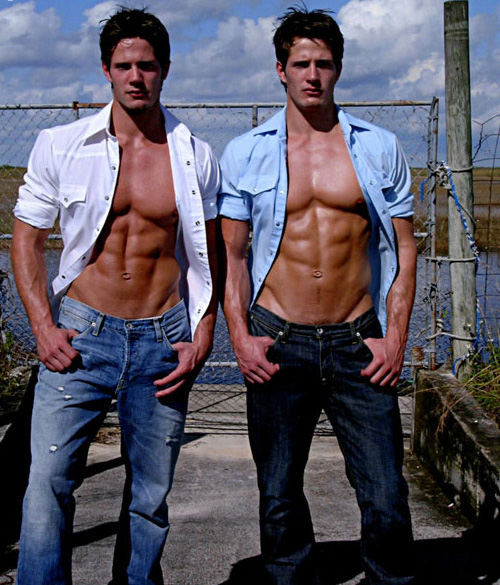
Bộ đôi nhà Carlson làm người mẫu cho nhiều nhiếp ảnh gia và tạp chí, có lúc chụp cả ảnh khiêu dâm hay khỏa thân.

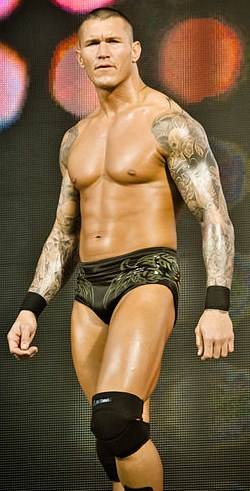
Randy Orton - vận động viên WWE với cơ thể 6 múi

Ảnh 6 múi hay ảnh cơ bắp là một màn trình diễn hoặc một dạng ảnh nóng phác họa cơ thể nam giới vạm vỡ và săn chắc. Ảnh 6 múi còn là một thể loại xuất bản phẩm. Mẫu nam trong các bức ảnh này còn được gọi là "trai đẹp 6 múi". Từ tiếng Anh của "ảnh 6 múi" (beefcake) được tin là do nhà bình luận phim Hollywood Sidney Skolsky sử dụng lần đầu tiên.

## Diễn viên đóng vai sáu múi
Hình tượng sáu múi của các diễn viên nam được sử dụng ít hơn nhiều so với cảnh mát mẻ của các diễn viên nữ. Thông thường, ảnh sáu múi của các diễn viên nam được sử dụng nhiều nhất trong việc quảng cáo đồ lót nam hay phim khiêu dâm đồng tính nam.